# Aquarium Barcelona
L'Aquarium Barcelona è un acquario che si trova nel Port Vell di Barcellona.
I 35 acquari della struttura ospitano circa 11.000 animali in rappresentanza di 450 specie. L'Aquarium include anche un serbatoio oceanico per squali, razze e altri pesci di grandi dimensioni oltre a un tunnel sottomarino.
L'Acquarium di Barcellona fa parte degli Aspro Parks ed è membro dell'Associazione Iberica di Zoo e Acquari (AIZA).

## Galleria d'immagini
|  |  |  |  |